# Ángelo Rodríguez
Ángelo José Rodríguez Henry (San Andrés, San Andrés, Providencia y Santa Catalina, Colombia; 4 de abril de 1989) es un futbolista colombiano. Juega como delantero y actualmente milita en Santa Fe de la Categoría Primera A colombiana. 
Es hermano del futbolista Arley Rodríguez. 

## Trayectoria

### Inicios
Nació y comenzó a jugar al fútbol en la isla de San Andrés en el Caribe. Demostrando ser un delantero destacado, viaja a la ciudad de Medellín en el año 2002 para probarse y poder quedar en el plantel profesional del Atlético Nacional.

### Atlético Nacional
Logró quedar en el plantel profesional del club y posteriormente en el 2011 se produjo su debut, debutó en el 2011 en la máxima categoría del fútbol profesional de Colombia. Con la escuadra Verdolaga logra quedar campeón del torneo Postobón apertura 2011, en su estadía en el club Verdolaga anotó solo un gol y disputó 11 partidos, por el cual sale cedido.

### Real Cartagena
En el 2012, el conjunto paisa lo cede al Real Cartagena F. C. para que ganara minutos y experiencia. Ya fue obteniendo experiencia y reconocimiento, anotó 8 goles y disputó 35 partidos.

### Uniautónoma
Nuevamente es cedido para el 2013 esta vez al Uniautónoma F. C., club con el cual no marcó goles ni sumó asistencias, solo disputó 9 partidos.

### Alianza Petrolera
Al término de su cesión al uniautonoma , regresa al Atlético Nacional, en dónde no es tenido en cuenta, rescinde contrato con el conjunto paisa y llega como agente libre al Alianza Petrolera en este club también se destacó, disputando 41 partidos y anotó 4 goles y sumó 3 asistencias

### Envigado F. C.
Rescinde contrato con alianza Petrolera y es fichado por el Envigado F. C. disputando tres años, durante los tres años que estuvo en el club disputó 46 partidos, marcó 13 goles y sumó 6 asistencias.
Y posteriormente el 10 de abril del 2016 logra su primer tripleta de goles frente al Fortaleza CEIF por el torneo apertura de ese año, sentenciando la goleada a favor de su equipo por 4-0.

### Independiente Medellín
Al término de la temporada del 2016 es fichado por el Independiente Medellín, no obstante en este club no tuvo suficientes oportunidades de juego por el cual a inicios del 2016 rescinde contrato, con el club disputó 12 partidos y sumó 2 asistencias

### Deportes Tolima
Después de rescindir contrato con el independiente Medellín, el Deportes Tolima lo ficha llegando como agente libre, posteriormente en el año 2018, logra quedar campeón del torneo apertura del 2018 enfrentando a su exequipo Atlético Nacional consiguiendo así la segunda estrella para el conjunto Pijao, durante los tres años que estuvo en el club disputó 75 partidos, marcó 30 goles, y sumó 13 asistencias.
El 20 de julio del 2017 marca su segunda tripleta de goles en su carrera enfrentando a su exequipo Alianza Petrolera F. C. sentenciando el encuentro con la goleada por 3-0 por el torneo finalización de ese año.

### Minnesota United
Tras su largo paso por el conjunto Pijao, es fichado a finales del 2018 por el Minnesota United F. C. de la MLS, logrando así su primera experiencia internacional.
Debuta en la derrota 2-1 frente a Seattle Sounders F. C.. Su primer gol lo marca el 12 de septiembre en la derrota como visitantes 2 por 1 en casa del D. C. United. Su primer doblete lo marca el 29 de septiembre dándole la victoria a su club 2-1 contra el New York City F. C. saliendo la figura del partido.
Con el club estadounidense disputó 43 partidos, marcó 13 goles y sumó 6 asistencias durante todo el 2019. El 10 de julio de 2019, consigue marcar su tercer triplete de goles en su carrera al New Mexico United así sentenciar la goleada con su equipo por 6-1.

### Deportivo Cali
Para el año 2020 rescinde contrato en el Minnesota United F. C. y vuelve a Colombia, esta vez al Deportivo Cali llegando y firmando el 31 de enero hasta el final de temporada en donde convierte 5 goles divididos en Copa y Liga en dónde se gana la titularidad con el técnico uruguayo Alfredo Arias.

### 2021
Para el año 2021 renueva con el Deportivo Cali hasta final de temporada, en dónde se destaca por convertir 8 goles y varias asistencias tanto en Copa como en Liga, se coronó campeón del torneo finalización 2021, contra su exequipo Deportes Tolima ganando 2-1 el 22 de diciembre y saliendo como figura del partido.

### 2022
Después de salir campeón del torneo finalización 2021 en diciembre, el 4 de enero del 2022 se confirma que hace su renovación de contrato con el conjunto azucarero hasta diciembre del 2023.
Con el conjunto azucarero  disputó 110 partidos divididos en torneos nacionales e internacionales,  marcó 22 goles divididos en torneos nacionales e internacionales, y  sumó 9 asistencias.
Sus dos primeros goles del año fueron frente a Fortaleza CEIF por los octavos de final de la Copa Colombia 2022.
El 19 de agosto de 2022 marcó su segundo doblete de goles con el Deportivo Cali frente a Alianza Petrolera F. C. por la octava fecha del Torneo Clausura 2022, cortando así una sequía de goles desde el 1 de noviembre del 2021, fecha  en la cual marco gol  en la goleada 5-0 al C. D. Atlético Huila.
El 25 de agosto de 2022 marcó su quinto gol del año frente a Jaguares F. C. por la primera fecha del torneo que había sido aplazada.
El 29 de agosto de 2022, marcó su tercer doblete con la camiseta verdiblanca contra el Unión Magdalena por la fecha 9 del torneo clausura.
El 29 de octubre de 2022 marcó su sexto gol  del año con asistencia de Teófilo Gutiérrez frente al Patriotas F. C. para así darle la victoria a su equipo por 1-0 por la última fecha del torneo finalización
El 22 de diciembre del 2022 el Deportivo Cali informó que de mutuo acuerdo se llegó a la desvinculación de Angelo con la institución quedando como agente libre.

### Deportivo Pereira
El 15 de enero del 2023 se confirmó que superó los exámenes médicos con el Deportivo Pereira y esta ala espera de la firma de contrato.
Firmó contrato el 20 de enero después de haber superado los exámenes médicos.

### Goiás
Durante el 2024 estuvo en el club brasileño, donde disputó un total de 19 partidos entre liga y copa y marcó 2 goles.

### Independiente Santa Fe
Fue presentado oficialmente en Santa Fe el 3 de enero de 2025.

## Estadísticas
Actualizado al último partido disputado el 21 de octubre de 2024
| Club                              | Div.          | Temporada     | Liga  | Liga  | Liga   | Copas nacionales | Copas nacionales | Copas nacionales | Copas internacionales | Copas internacionales | Copas internacionales | Total | Total | Total  |
| Club                              | Div.          | Temporada     | Part. | Goles | Asist. | Part.            | Goles            | Asist.           | Part.                 | Goles                 | Asist.                | Part. | Goles | Asist. |
| --------------------------------- | ------------- | ------------- | ----- | ----- | ------ | ---------------- | ---------------- | ---------------- | --------------------- | --------------------- | --------------------- | ----- | ----- | ------ |
| Atlético Nacional · Colombia      | 1.ª           | 2011          | 6     | 0     | 0      | 5                | 1                | 0                | -                     | -                     | -                     | 11    | 1     | 0      |
| Atlético Nacional · Colombia      | Total club    | Total club    | 6     | 0     | 0      | 5                | 1                | 0                | 0                     | 0                     | 0                     | 11    | 1     | 0      |
| Real Cartagena · Colombia         | 2.ª           | 2012          | 29    | 7     | 0      | 6                | 1                | 0                | 0                     | 0                     | 0                     | 35    | 8     | 0      |
| Real Cartagena · Colombia         | Total club    | Total club    | 29    | 7     | 0      | 6                | 1                | 0                | 0                     | 0                     | 0                     | 35    | 8     | 0      |
| Alianza Petrolera · Colombia      | 1.ª           | 2013          | 33    | 3     | 3      | 8                | 1                | 0                | 0                     | 0                     | 0                     | 41    | 4     | 3      |
| Alianza Petrolera · Colombia      | Total club    | Total club    | 33    | 3     | 3      | 8                | 1                | 0                | 0                     | 0                     | 0                     | 41    | 4     | 3      |
| Uniautónoma · Colombia            | 1.ª           | 2014          | 9     | 0     | 0      | 0                | 0                | 0                | 0                     | 0                     | 0                     | 9     | 0     | 0      |
| Uniautónoma · Colombia            | Total club    | Total club    | 9     | 0     | 0      | 0                | 0                | 0                | 0                     | 0                     | 0                     | 9     | 0     | 0      |
| Envigado F. C. · Colombia         | 1.ª           | 2014          | 18    | 5     | 3      | 2                | 0                | 0                | 0                     | 0                     | 0                     | 20    | 5     | 3      |
| Envigado F. C. · Colombia         | 1.ª           | 2015          | 10    | 3     | 0      | 0                | 0                | 0                | 0                     | 0                     | 0                     | 10    | 3     | 0      |
| Envigado F. C. · Colombia         | 1.ª           | 2016          | 16    | 5     | 3      | 0                | 0                | 0                | 0                     | 0                     | 0                     | 16    | 5     | 3      |
| Envigado F. C. · Colombia         | Total club    | Total club    | 44    | 13    | 6      | 2                | 0                | 0                | 0                     | 0                     | 0                     | 46    | 13    | 6      |
| Independiente Medellín · Colombia | 1.ª           | 2015          | 8     | 0     | 2      | 4                | 0                | 0                | 0                     | 0                     | 0                     | 12    | 0     | 2      |
| Independiente Medellín · Colombia | Total club    | Total club    | 8     | 0     | 2      | 4                | 0                | 0                | 0                     | 0                     | 0                     | 12    | 0     | 2      |
| Deportes Tolima · Colombia        | 1.ª           | 2016          | 19    | 9     | 5      | 4                | 2                | 0                | 2                     | 0                     | 0                     | 25    | 11    | 5      |
| Deportes Tolima · Colombia        | 1.ª           | 2017          | 28    | 13    | 5      | 1                | 0                | 0                | 2                     | 0                     | 1                     | 31    | 13    | 6      |
| Deportes Tolima · Colombia        | 1.ª           | 2018          | 18    | 6     | 2      | 1                | 0                | 0                | 0                     | 0                     | 0                     | 19    | 6     | 2      |
| Deportes Tolima · Colombia        | Total club    | Total club    | 65    | 28    | 12     | 6                | 2                | 0                | 4                     | 0                     | 1                     | 75    | 30    | 13     |
| Minnesota United Estados Unidos   | 1.ª           | 2018          | 11    | 4     | 1      | 0                | 0                | 0                | 0                     | 0                     | 0                     | 11    | 4     | 1      |
| Minnesota United Estados Unidos   | 1.ª           | 2019          | 29    | 5     | 2      | 3                | 4                | 3                | 0                     | 0                     | 0                     | 32    | 9     | 5      |
| Minnesota United Estados Unidos   | Total club    | Total club    | 40    | 9     | 3      | 3                | 4                | 3                | 0                     | 0                     | 0                     | 43    | 13    | 6      |
| Deportivo Cali · Colombia         | 1.ª           | 2020          | 17    | 5     | 3      | 0                | 0                | 0                | 5                     | 1                     | 0                     | 22    | 6     | 3      |
| Deportivo Cali · Colombia         | 1.ª           | 2021          | 44    | 7     | 5      | 6                | 1                | 1                | 1                     | 0                     | 0                     | 51    | 8     | 6      |
| Deportivo Cali · Colombia         | 1.ª           | 2022          | 29    | 6     | 1      | 4                | 2                | 0                | 6                     | 0                     | 0                     | 39    | 8     | 1      |
| Deportivo Cali · Colombia         | Total club    | Total club    | 90    | 18    | 9      | 10               | 3                | 1                | 12                    | 1                     | 0                     | 112   | 22    | 10     |
| Deportivo Pereira · Colombia      | 1.ª           | 2023          | 30    | 7     | 1      | 8                | 0                | 1                | 9                     | 1                     | 1                     | 47    | 8     | 3      |
| Deportivo Pereira · Colombia      | Total club    | Total club    | 30    | 7     | 1      | 8                | 0                | 1                | 9                     | 1                     | 1                     | 47    | 8     | 3      |
| Goiás · Brasil                    | 2.ª           | 2024          | 14    | 2     | 0      | 5                | 0                | 0                | 0                     | 0                     | 0                     | 19    | 2     | 0      |
| Goiás · Brasil                    | Total club    | Total club    | 14    | 2     | 0      | 5                | 0                | 0                | 0                     | 0                     | 0                     | 19    | 2     | 0      |
| Total carrera                     | Total carrera | Total carrera | 368   | 87    | 36     | 57               | 12               | 5                | 25                    | 2                     | 2                     | 450   | 101   | 43     |

### Tripletas
| 1 | 10 de abril de 2016 | Estadio Polideportivo Sur, Envigado | Envigado F. C. - Fortaleza           |  | 4- 0 | Torneo Apertura 2016     |
| 2 | 20 de julio de 2017 | Estadio Manuel Murillo Toro, Ibagué | Deportes Tolima - Alianza Petrolera  |  | 3- 0 | Torneo Finalización 2017 |
| 3 | 10 de julio de 2019 | Allianz Field, Minnesota            | Minnesota United - New Mexico United |  | 6- 1 | U.S. Open Cup 2019       |

## Palmarés

### Títulos nacionales
| Título              | Club                   | País     | Temporada |
| ------------------- | ---------------------- | -------- | --------- |
| Torneo Apertura     | Atlético Nacional      | Colombia | 2011      |
| Torneo Apertura     | Deportes Tolima        | Colombia | 2018      |
| Torneo Finalización | Deportivo Cali         | Colombia | 2021      |
| Torneo Apertura     | Independiente Santa Fe | Colombia | 2025      |